# 1945 Wesselink
1945 Wesselink eller 1930 OL är en asteroid i huvudbältet som upptäcktes den 22 juli 1930 av den holländske astronomen Hendrik van Gent i Johannesburg. Den har fått sitt namn efter den nederländske astronomen Adriaan Wesselink.
Asteroiden har en diameter på ungefär 7 kilometer.